# خفاش بینی برگه‌ای سه دندانه
خفاش بینی برگه‌ای سه دندانه گونه‌ای خفاش است که در مناطق گسترده‌ای از شمال آفریقا، شبه‌جزیره عربستان، خاورمیانه، و ایران زندگی می‌کند. در ایران، این خفاش در بخش‌های جنوبی کشور از جمله استان‌های سیستان و بلوچستان تا کرمان، فارس و دهلران، و هرمزگان یافت می‌شود.